# Eugen Zachrisson
Robert Eugen Zachrisson, född den 15 januari 1880 i Karlskrona stadsförsamling, Karlskrona, död den 28 juli 1937 i Uppsala
, var en svensk filolog.
Zachrisson blev student 1900, filosofie kandidat 1902, filosofie licentiat 1908, filosofie doktor och docent i engelska språket 1909, allt vid Lunds universitet. Han var 1910-21 lektor i tyska och engelska vid Högre lärarinneseminariet i Stockholm och utnämndes 1921 - efter att ha varit uppförd på förslagsrum till professuren i engelska i Uppsala 1911 och i Göteborg 
1913 - till professor i engelska språket vid Uppsala universitet. Zachrissons insatser inom filologin utgörs dels av språkhistoriskt inriktade avhandlingar, inom ortnamnsforskning och uttalshistoria, dels av modern grammatik och stilistik.
Inom den engelska ortnamnsforskningen behandlade Zachrisson nordiska influenser på engelska ortnamn; romersk, keltisk och saxisk påverkan på det engelska språket, samt etymologisk härledning av ortnamn. Hans vidare arbeten gav stor förståelse för uttalsregler och uttalshistoria inom nyengelskan 1400-1700 och speciellt under Shakespeares tid. En för tiden uppmärksammad insats gjorde Zachrisson 1930 i världsspråksfrågan i och med lanseringen av en stavningsförenklad engelska, Anglic. Han grundade även 1928 tidskriften Studia Neophilologica.